# Pachythone ignifer
Pachythone ignifer är en fjärilsart som beskrevs av Hans Ferdinand Emil Julius Stichel 1911. Pachythone ignifer ingår i släktet Pachythone och familjen Riodinidae. Inga underarter finns listade i Catalogue of Life.